# ابن بزاز اردبیلی
ابن بزاز عارف و نویسندهٔ سدهٔ هشتم است. او در اردبیل به دنیا آمد. اولین کتابش صفوةالصفا نام دارد که سرگذشت شیخ صفی‌الدین اردبیلی و خانوادهٔ اوست. تالیف دیگر وی «المواهب السیه فی مناقب الصوفیه» می‌باشد که دربارهٔ تاریخ صوفی‌گری است. تالیف این کتاب ۲۴ سال بعد از وفات شیخ صفی الدین اردبیلی می‌باشد. تالیف دیگر وی «کشف القلوب» نام دارد که دربارهٔ اعتقادات صوفیان نوشته شده‌است.